# Adolph Weiss
Adolf Weiss (Baltimore, Maryland, 12 de novembre de 1891 - Van Nuys, 21 de febrer de 1971) va ser un compositor estatunidenc. Va ser el primer alumne estatunidenc d'Arnold Schönberg i, com a tal, pioner en l'ús de la tècnica dodecafònica als Estats Units. Va ser un professor reputat. Entre els seus alumnes hi ha John Cage i el guitarrista Theodore Norman així com la pianista Isadore Freed.